# 結城宗広
結城 宗広（ゆうき むねひろ）は、鎌倉時代後期から南北朝時代にかけての武将。白河結城氏2代当主。

## 生涯
当初は鎌倉幕府の忠実な家臣として陸奥国南部方面の政務を任された。鎌倉時代末期の元弘元年（1331年）9月、元弘の乱に際して、北条高時の命によって畿内へ派遣された討伐軍に「結城上野入道」の名があるが、諸根樟一や御橋悳言はこれを宗広に比定している。
だが、元弘3年（正慶2年、1333年）に後醍醐天皇から討幕の綸旨を受けると後醍醐天皇側に寝返って、新田義貞と共に鎌倉に攻め入り、幕府を滅ぼした。その功績（足利氏、新田氏に次ぐ第3の功績とされることもある）により、後醍醐天皇から厚い信任を受けて北畠顕家が多賀城に入ると、諸郡奉行に任じられて共に奥州方面の統治を任された。また、次男・親光は、楠木正成らに並ぶ後醍醐天皇の側近（三木一草）として取り立てられた。建武3年（1336年）、足利尊氏が京都に攻め入り一時支配下に置くと、顕家と共に軍を率いて足利軍を攻め、朝廷軍の京都奪還で大功を挙げた。3月、後醍醐天皇に謁見し宝刀鬼丸を授けられる。
九州に逃れた尊氏が再起を果たして東上して来ると、顕家と共に足利軍と懸命に戦ったが、延元3年（暦応元年、1338年）に顕家が高師直と戦って敗死したために軍は壊滅し、宗広は命からがら後醍醐天皇がいる吉野へと逃れた。その後、宗広は南朝方再起のために、義良親王（後の後村上天皇）を奉じて伊勢より北畠親房・伊達行朝・中村経長等と共に海路から奥州へ向かおうとしたが、海上で遭難し、漂着した。
漂着地は軍記物語『太平記』により伊勢国安濃津（三重県津市）という伝説が著名だが（後の節を参照）、実際は愛知県知多郡篠島だったようである。岡野友彦はその論拠として、第一に、宗広と義良親王が同じ船に乗っていたこと（『結城文書』「北畠親房書状」同年9月29日）、第二に、義良の異母兄である宗良親王が『新葉和歌集』で義良は「伊勢国篠島」（上代は同地も伊勢国だった）に漂着したと述べていることを挙げる。

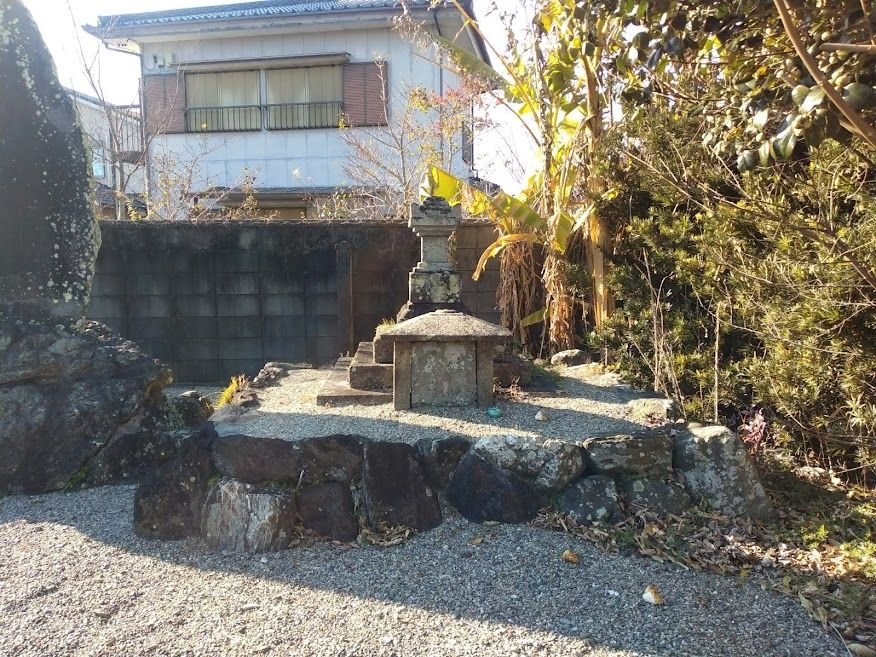
結城宗広の墓(伊勢市光明寺)

また、『太平記』では死没したのも安濃津となっているが、夫人の書状を見る限り、史実としては三重県伊勢市吹上の光明寺（現在は岩渕に移転）というのが確実である。岡野によれば、義良親王とともに篠島に漂着した宗広は、義良に伴って伊勢湾を渡り、伊勢神宮に近い光明寺まで到着した。しかし、宗広はそこで重病にかかってしまい、そのまま同地で没したが、義良はそこから吉野行宮へ帰還して立太子され、同年内に後村上天皇として践祚したという経緯ではないかという。

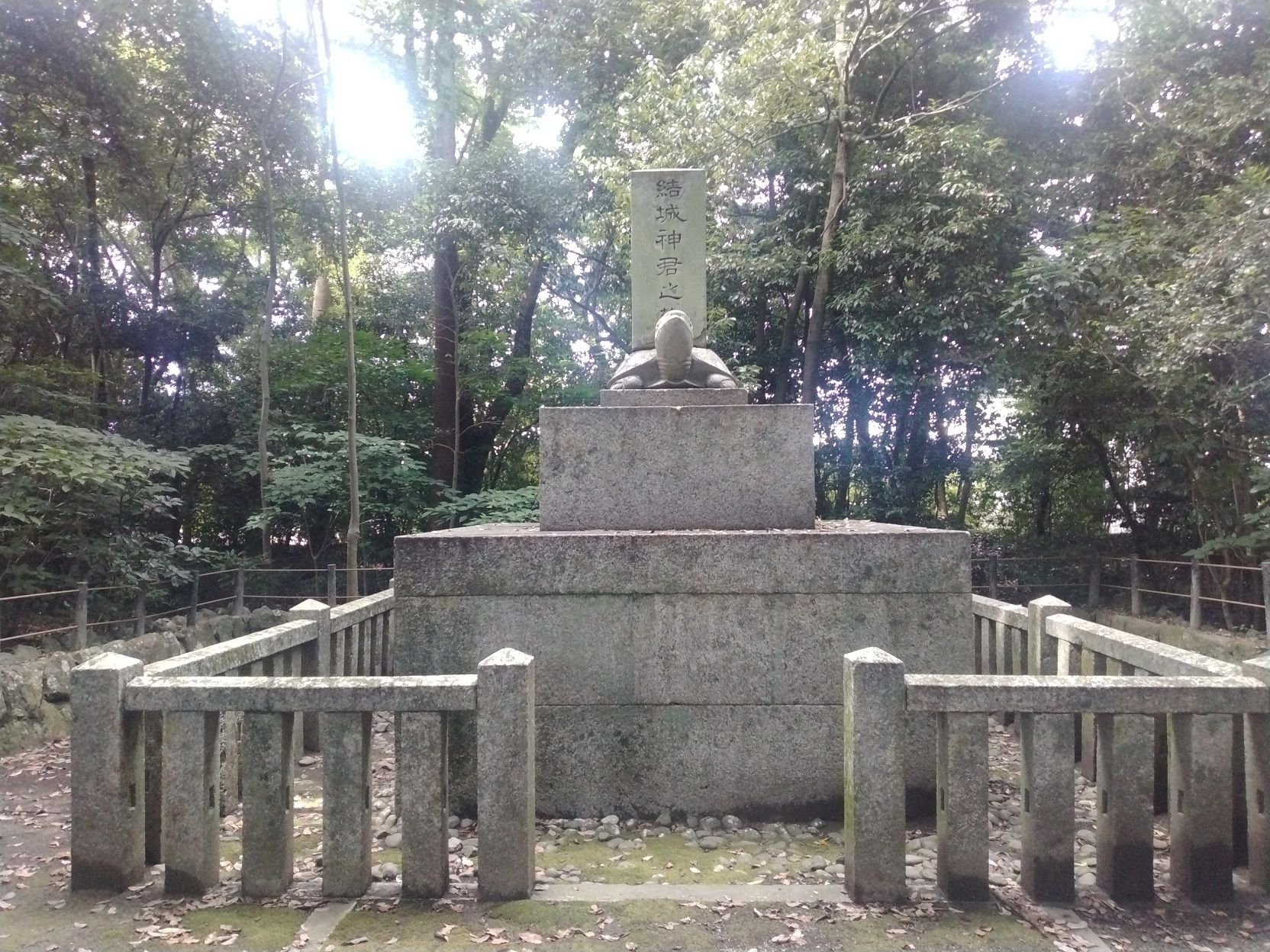
結城宗広の墓(結城神社)

宗広は南朝に最後まで忠実な武将であったが、その息子・親朝が北朝に通じて親房を攻めるという皮肉な事態が発生する事になった。なお、家督は当初親朝が分家していたために親朝の子・顕朝を後継者としていたが、宗広の死後に顕朝が白河結城氏の家督と所領を父に献じたために親朝が継承している。

## 贈位
- 1883年（明治16年）8月6日 - 贈正四位[16]
- 1905年（明治38年）11月18日 - 贈正三位[4]
- 1918年（大正7年）11月18日 - 贈正二位[5]

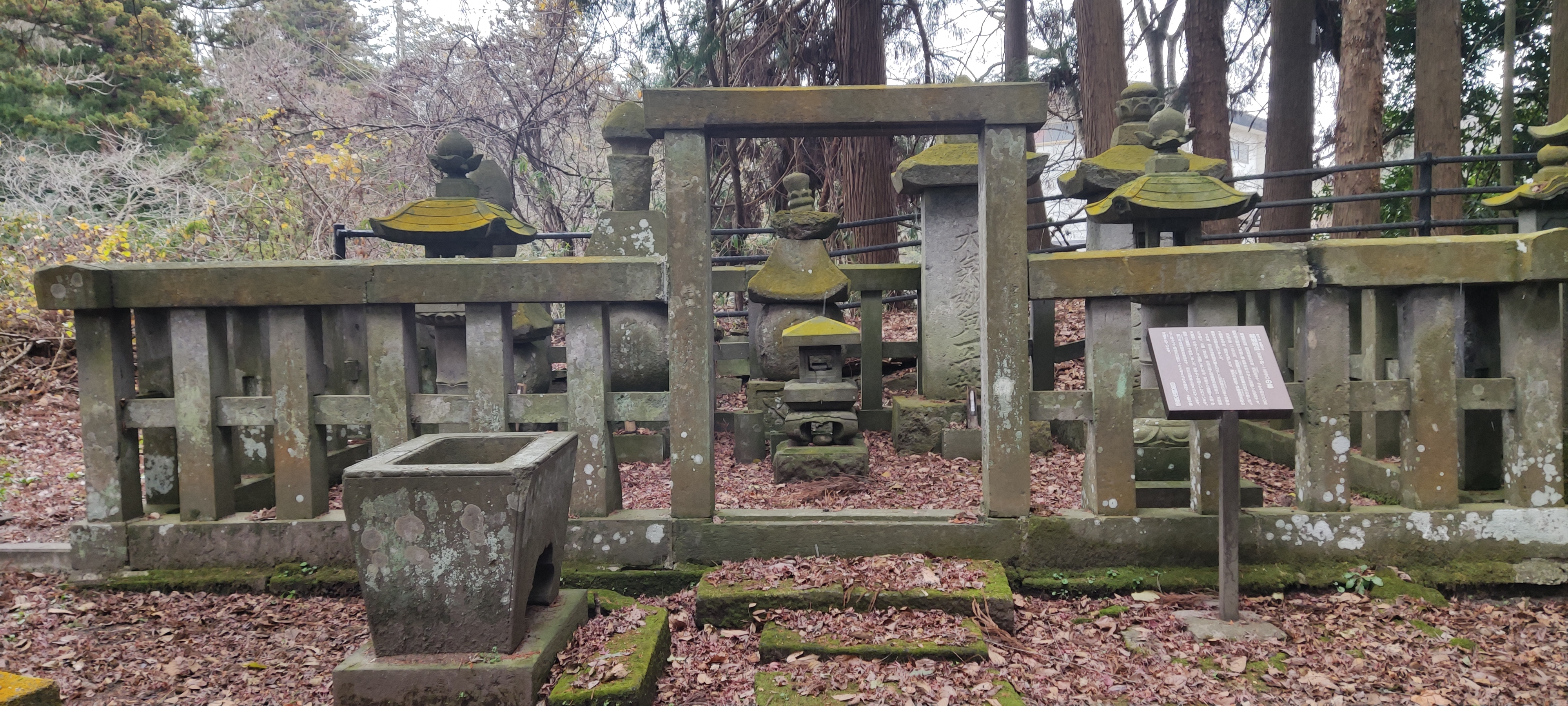
結城宗広の墓（白河市）

## 伝説・創作

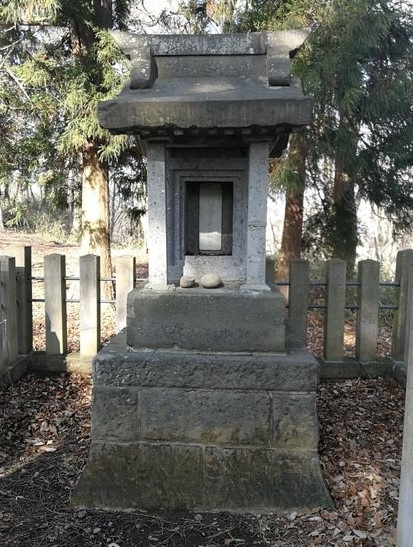

軍記物語『太平記』では、伊勢国安濃津で立往生し、間もなく同地で発病して病死したと描かれる。この伝説は室町時代には広く普及しており、遅くとも明応7年（1498年）、安濃津で大地震があった時には既に「結城塚」というものがあったと記録されている。その後、江戸時代後期、文政7年（1824年）に、当時の藩主藤堂高兌によって結城神社が築かれた。今日でも梅祭りで有名である。
『太平記』は宗広の死に関して、常に死人の首を見ないと気持ちが晴れないと言って、僧尼男女を問わず毎日2, 3人の首を切ってわざわざ目の前に縣けるほど、生来暴虐な人物で狼藉が多かったため、その報いを受けて塗炭の苦しみを味わいながら地獄に堕ちるという凄惨な描写をしている。
この他、宮城県多賀城市の多賀城神社に祀られている。